# Carlos González (giocatore di baseball)
Carlos Eduardo González (Maracaibo, 17 ottobre 1985) è un giocatore di baseball venezuelano di ruolo esterno, free agent dal 25 giugno 2020.

## Carriera

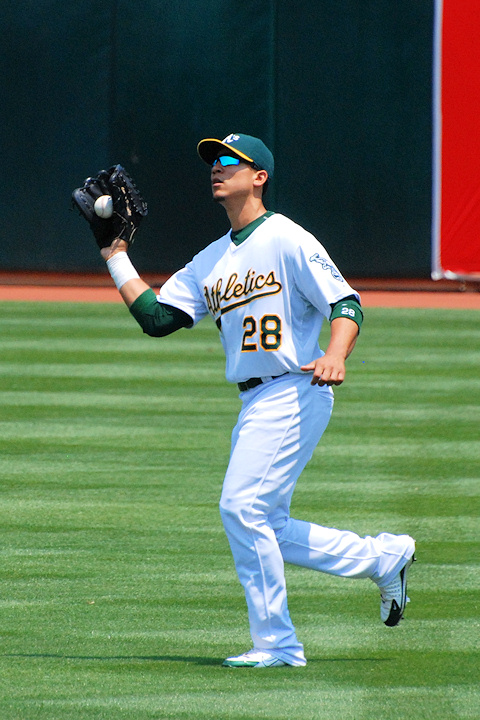
Gonzalez con gli Athletics nel 2008

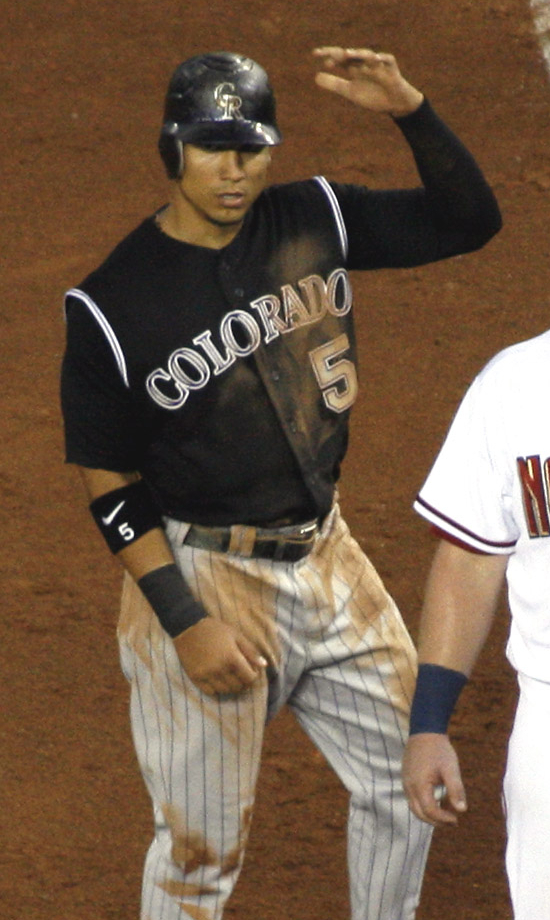
Gonzalez con i Rockies nel 2009

### Minor League (MiLB)
González firmò come free agent internazionale il 3 agosto 2002 con gli Arizona Diamondbacks, cominciando la sua carriera nel professionismo nella stagione 2003 nella classe Rookie. Nel 2004 giocò soprattutto nella classe A-breve, con qualche presenza anche nella classe A, categoria quest'ultima in cui militò per l'intera stagione 2005. Nel 2006 giocò nella classe A-avanzata, disputando inoltre le prime partite nella Doppia-A. Nel 2007 giocò nella Doppia-A e in qualche partita della Tripla-A.
Il 14 dicembre 2007, i D-backs scambiarono Gonzalez assieme a Brett Anderson, Chris Carter, Aaron Cunningham, Dana Eveland e Greg Smith, con gli Oakland Athletics in cambio di Dan Haren e Connor Robertson.

### Major League (MLB)
González debuttò nella MLB il 30 maggio 2008 al Rangers Ballpark di Arlington, contro i Texas Rangers, battendo due valide e facendo segnare un punto battuto a casa. Concluse la stagione con 85 partite disputate nella MLB e 46 nella Tripla-A. 
Il 10 novembre 2008, gli Athletics scambiarono Gonzalez, Greg Smith e Huston Street con i Colorado Rockies per Matt Holliday.
Nella stagione 2010 fu il miglior giocatore della National League per media battuta (.336) e valide (197) e vinse il primo Guanto d'oro e la prima Silver Slugger di carriera.
Nel 2012 venne convocato per la prima volta per l'All-Star Game.
Il 2 novembre 2017 divenne free agent. González rinnovò con i Rockies il 12 marzo 2018, con un contratto del valore di 8 milioni valido per un anno. Divenne free agent al termine della stagione 2018.
Il 19 marzo 2019 firmò con i Cleveland Indians, designato per la riassegnazione il 22 maggio, divenne free agent il 26 maggio. Il 30 maggio firmò con i Chicago Cubs, ma il 29 giugno venne designato nuovamente per la riassegnazione e il 2 luglio divenne free agent.
Il 17 febbraio 2020, González firmò un contratto di minor league con i Seattle Mariners. Venne svincolato dalla franchigia il 25 giugno 2020.

## Nazionale
Con la nazionale venezuelana disputò il World Baseball Classic 2013 e 2017.

## Palmarès
- MLB All-Star: 3

2012, 2013, 2016
- guanti d'oro: 3

2010, 2012, 2013
- Silver Slugger Award: 2

2010, 2015
- Defensive Player of the Year: 1

2012
- Miglior battitore della National League: 1

2010
- Capo classifica della NL in battute valide: 1

2010
- Giocatore del mese: 1

NL: luglio 2015
- Giocatore della settimana: 5

NL: 1º agosto e 29 agosto 2010, 28 agosto 2011, 16 giugno 2013, 26 luglio 2015